# Капија Дефанса
Капија Дефанса (фр. Arche de la Défense) је монументална зграда у пословном центру Париза Дефансу. Често се употребљава и израз Велика Капија - La Grande Arche de la Fraternité.

## Изградња
На иницијативу француског председника Франсоа Митерана 1982. године је расписан конкурс за дизајнерско решење за главни објекат у пословном центру Дефанс. На конкурсу је победио дански архитекта Јохан Ото вон Спрекелсен са идејом о „Тријумфалној капији 20. века“.
Конструкција је започета 1985. године. Јохан је сва овлашћења пренео на свог помоћника Пола Андруа који је са инжињером Рејцелом радио до завршетка зграде. Зграда је завршена 1989. године. Отварање зграде јула 1989. је пропратила војна парада. Изградњом Капије дефанса завршена је форма историјске осе (линије) која иде дужином целог Париза: од музеја Лувра, па кроз трг Конкорд, преко Јелисејских поља, затим кроз Тријумфалну Капију и Авенијом Шарла Де Гола до Дефанса и ове зграде на крају те линије. Ова линија је приказана на следећој слици:

## Карактеристике
Капија је облика коцке са следећим димензијама: ширине 108m, висине 110m у дужине 112m. Конструкцијски је сачињена од рама од напрегнутог бетона прекривена са стаклом и мермером из Италије.
У бочним страницама ове зграде смештене су канцеларије у власништву државне администрације. Део зграде који представља кров је заправо изложбени простор који је у власништву Музеја компјутера.